# NGC 1569
NGC 1569는 기린자리에 있는 왜소 불규칙 은하이다. 

## 관측
이 은하는 상대적으로 지구와 가까워서 결과적으로 허블 우주 망원경으로 은하 내의 별을 쉽게 구분할 수 있다.

## 거리 및 소속은하군
종전에는 은하까지의 거리가 불과 2.4Mpc ( 7.8Mly )인 것으로 여겨졌는데, 2008년 허블의 이미지를 연구한 과학자들에 의하여 그 거리는 약 1,100만 광년 떨어져 있는 것으로 계산 되었다. 이는 이전에 생각된 것보다 약 400만 광년 더 먼 것으로 이는 이 은하가 IC 342 은하군에 속해 있다는 것을 의미한다.

## 겉보기 등급
NGC 1569는 소마젤란 은하보다는 작지만 대마젤란 은하보다는 밝다.

## 항성 폭발
NGC 1569는 거대한 폭발적인 항성 생성을 그 특징으로 한다. 이 은하에서는 지난 1억 년 동안 은하수보다 약 100배 빠른 속도로 별을 형성했다. 이 은하에는 서로 다른 역사를 가진 두 개의 눈에 띄는 초성단이 포함되어 있는데, 두개의 초성단에서는 모두 간헐적인 항성 형성이 있었다. 초성단 A는 은하의 북서쪽에 위치하고 있는데 실제로는 두 개의 근접한 성단인 'NGC 1569 A1' 및 'NGC 1569 A2'로 구성되어 있다. 여기에는 오래된 붉은 별(NGC 1569 A2에서)뿐만 아니라, 5백만 년 전에 형성된 울프-레이에별 등의 젊은 별들도(NGC 1569 A1에서) 포함되어 있다. 은하 중심 근처에 위치한 초성단  B에는 적색 거성 및 적색 초거성의 오래된 항성들이 포함되어 있다. 이 두 성단 모두 우리 은하(은하수)에 있는 성단의 질량(대략 (6-7) × 10 5 태양 질량 )과 동일한 질량을 가진 것으로 생각된다. 상대적으로 나이가 어린(약 200만~10억 년) 작은 구상 성단이나 대마젤란 성운의 R136과 비슷한 질량을 가진 수많은 작은 성단도 확인되었다. 이러한 결과는 대마젤란 은하 및 NGC 1705와 같은 다른 왜소은하의 결과와 함께 왜소은하의 별 형성이 연속적으로 발생하는 것이 아니라 일련의 짧고 거의 즉각적인 폭발로 발생한다는 것을 보여준다.

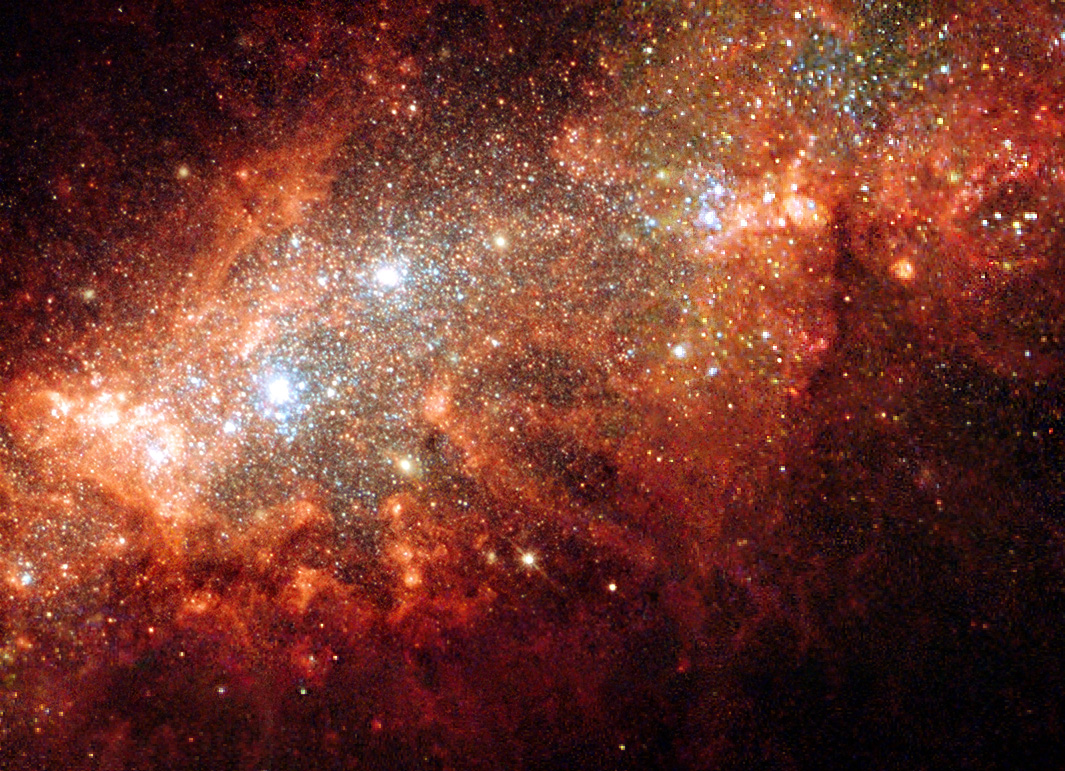
허블 우주 망원경으로 촬영한 NGC 1569의 중심 부분. 중앙 왼쪽에는 두 개의 초성단 NGC 1569 A1과 NGC 1569 A2가 보인다.

은하계에서 생성된 수많은 초신성과 강한 항성풍에 의하여 이온화된 수소로 구성되는 것으로 각각 최대 3,700광년 및 380 광년 크기의 필라멘트와 거품이 생성되었으며, 이들은 대형 망원경으로 촬영한 이미지에서 눈에 띄게 나타난다.
NGC 1569 항성 폭발은 IC 342 군의 다른 은하, 특히 근처의 중성 수소 구름과의 상호 작용에 의해 촉발된 것으로 여겨진다. 2013년 연구에서는 이 은하를 IC 342 및 왜소은하 UGCA 92 (아래 참조)와 연결하는 조석 꼬리(tidal tail)의 존재를 제안했는데 그 성질은 불분명하고 이것이 실제로는 우리 은하 내의 구조일 수도 있다.

## 청색 편이
NGC 1569의 스펙트럼은 청색 편이로 되어 있다. 이것은 은하가 지구 방향으로 움직이고 있음을 의미한다. 이와 대조적으로 대부분의 다른 은하의 스펙트럼은 우주 팽창으로 인해 적색 편이로 되어 있다.

## 위성 은하와의 거리 및 상호 작용
왜소 불규칙 은하인 UGCA 92는 종종 NGC 1569의 위성 은하로 간주된다. 그러나 이 위성 은하가 겪고 있는 항성 폭발과의 관계는 불분명하다. 일부 저자는 UGCA 92에 의하여 촉발되지 않았다고 주장하지만, 다른 저자는 NGC 1569와 상호 작용하여 조석 꼬리와 중성 수소의 여러 필라멘트로 연결되어 있다고 주장한다. 그러나 그 구조가 그들과 연관되어 있는지 아니면 실제로 은하수 내에 있는지, 이 두 은하와 관련이 없는지는 여전히 불분명하다.